# Tres Días de Brujas-La Panne 2019
La 43.ª edición de la clásica ciclista Tres Días de Brujas-La Panne (llamado oficialmente: Driedaagse Brugge-De Panne) fue una carrera en Bélgica que se celebró el 27 de marzo de 2019 sobre un recorrido de 200,3 kilómetros con inicio en la ciudad de Brujas y final en el municipio de De Panne. 
La carrera formó parte del UCI WorldTour 2019, calendario ciclístico de máximo nivel mundial, siendo la décima carrera de dicho circuito. El vencedor fue el neerlandés Dylan Groenewegen del Jumbo-Visma seguido del colombiano Fernando Gaviria del UAE Emirates y el italiano Elia Viviani del Deceuninck-Quick Step.

## Recorrido
La salida se encuentra en la ciudad de Brujas y final en el municipio De Panne en la provincia de Flandes Occidental sobre una distancia de 200,3 kilómetros. El recorrido incluyó 6 tramos llanos de pavé y 5 muros, algunos de ellos con zonas adoquinadas:
| Tramos de pavé |                      |       |              |
| Número         | Nombre               | Km    | Longitud (m) |
| -------------- | -------------------- | ----- | ------------ |
| 1              | Ichtegem             | 24    | 1000         |
| 2              | Werken               | 37,7  | 2100         |
| 3              | Boezinge             | 58    | 1200         |
| 4              | Kemmelbergweg        | 84,9  | 400          |
| 5              | Leisele-Alveringem   | 128,8 | 1300         |
| 6              | Izenberge-Alveringem | 133,1 | 400          |

| Muros  |              |      |           |              |
| Número | Nombre       | Km   | Tipo      | Longitud (m) |
| ------ | ------------ | ---- | --------- | ------------ |
| 1      | Monteberg    | 84,3 | asfalto   | 1000         |
| 2      | Kemmelberg   | 85,3 | asfalto   | 1000         |
| 3      | Rodeberg     | 93,5 | adoquines | 900          |
| 4      | Vidaigneberg | 94,6 | adoquines | 400          |
| 5      | Sulferberg   | 98,3 | adoquines | 200          |

## Equipos participantes
Tomaron parte en la carrera 24 equipos: 15 de categoría UCI WorldTeam; y 9 de categoría Profesional Continental. Formando así un pelotón de 167 ciclistas de los que acabaron 155. Los equipos participantes fueron:
| WorldTeams (15)- Deceuninck-Quick Step - Astana - Bora-hansgrohe - CCC Team - EF Education First - Lotto Soudal - Mitchelton-Scott - Movistar Team - Dimension Data - Team Jumbo-Visma - Katusha-Alpecin - Sky - Team Sunweb - Trek-Segafredo - UAE Team Emirates Equipos continentales profesionales (9)- Cofidis, Solutions Crédits - Corendon-Circus - Direct Énergie - Israel Cycling Academy - Roompot-Charles - Sport Vlaanderen-Baloise - Vital Concept-B&B Hotels - Wallonie Bruxelles - Wanty-Groupe Gobert |
| |

## Clasificaciones finales
- Las clasificaciones finalizaron de la siguiente forma:[4]

### Clasificación general
| \| Clasificación general \| Clasificación general \| Clasificación general \| Clasificación general \| Clasificación general \| \| Ciclista \| Ciclista \| Equipo \| Tiempo \| \| \| --------------------- \| --------------------- \| -------------------------- \| --------------------- \| --------------------- \| \| 1.º \| Dylan Groenewegen \| Team Jumbo-Visma \| 4 h 36 min 32 s \| \| \| 2.º \| Fernando Gaviria \| UAE Team Emirates \| + 0 s \| \| \| 3.º \| Elia Viviani \| Deceuninck-Quick Step \| + 0 s \| \| \| 4.º \| Nacer Bouhanni \| Cofidis, Solutions Crédits \| + 0 s \| \| \| 5.º \| Justin Jules \| Wallonie Bruxelles \| + 0 s \| \| \| 6.º \| Kristoffer Halvorsen \| Team Sky \| + 0 s \| \| \| 7.º \| Jonas Van Genechten \| Vital Concept-B&B Hotels \| + 0 s \| \| \| 8.º \| Luka Mezgec \| Mitchelton-Scott \| + 0 s \| \| \| 9.º \| Giacomo Nizzolo \| Dimension Data \| + 0 s \| \| \| 10.º \| Mike Teunissen \| Team Jumbo-Visma \| + 0 s \| \| |                      |                            |                 |
| |                      |                            |                 |
| Fuente: ProCyclingStats |                      |                            |                 |
| Clasificación general |                      |                            |                 |
| Ciclista | Ciclista             | Equipo                     | Tiempo          |
| 1.º | Dylan Groenewegen    | Team Jumbo-Visma           | 4 h 36 min 32 s |
| 2.º | Fernando Gaviria     | UAE Team Emirates          | + 0 s           |
| 3.º | Elia Viviani         | Deceuninck-Quick Step      | + 0 s           |
| 4.º | Nacer Bouhanni       | Cofidis, Solutions Crédits | + 0 s           |
| 5.º | Justin Jules         | Wallonie Bruxelles         | + 0 s           |
| 6.º | Kristoffer Halvorsen | Team Sky                   | + 0 s           |
| 7.º | Jonas Van Genechten  | Vital Concept-B&B Hotels   | + 0 s           |
| 8.º | Luka Mezgec          | Mitchelton-Scott           | + 0 s           |
| 9.º | Giacomo Nizzolo      | Dimension Data             | + 0 s           |
| 10.º | Mike Teunissen       | Team Jumbo-Visma           | + 0 s           |

## UCI World Ranking
Los Tres Días de Brujas-La Panne otorgó puntos para el UCI World Ranking para corredores de los equipos en las categorías UCI WorldTeam, Profesional Continental y Equipos Continentales. Las siguientes tablas son el baremo de puntuación y los 10 corredores que obtuvieron más puntos:
| Posición   | 1.º | 2.º | 3.º | 4.º | 5.º | 6.º | 7.º | 8.º | 9.º | 10.º | 11.º | 12.º | 13.º | 14.º | 15.º-20.º | 21.º-30.º | 31.º-50.º | 51.º-55.º | 56.º-60.º |
| Puntuación | 300 | 250 | 215 | 175 | 120 | 115 | 95  | 75  | 60  | 50   | 40   | 35   | 30   | 25   | 20        | 12        | 5         | 2         | 1         |

| Clasificación |                      |                            |        |
| Ciclista      | Ciclista             | Equipo                     | Puntos |
| ------------- | -------------------- | -------------------------- | ------ |
| 1.º           | Dylan Groenewegen    | Jumbo-Visma                | 300    |
| 2.º           | Fernando Gaviria     | UAE Emirates               | 250    |
| 3.º           | Elia Viviani         | Deceuninck-Quick Step      | 215    |
| 4.º           | Nacer Bouhanni       | Cofidis, Solutions Crédits | 175    |
| 5.º           | Justin Jules         | Wallonie Bruxelles         | 120    |
| 6.º           | Kristoffer Halvorsen | Sky                        | 115    |
| 7.º           | Jonas Van Genechten  | Vital Concept-B&B Hotels   | 95     |
| 8.º           | Luka Mezgec          | Mitchelton-Scott           | 75     |
| 9.º           | Giacomo Nizzolo      | Dimension Data             | 60     |
| 10.º          | Mike Teunissen       | Jumbo-Visma                | 50     |